# Высказывание (логика)
Выска́зывание в математической логике — предложение, выражающее суждение. Если суждение, составляющее содержание (смысл) некоторого высказывания, истинно, то и о данном высказывании говорят, что оно истинно. Сходным образом ложным называют такое высказывание, которое является выражением ложного суждения. Истинность и ложность называются логическими, или истинностными, значениями высказываний.
Высказывание должно быть повествовательным предложением, и противопоставляется повелительным, вопросительным и любым другим предложениям, оценка истинности или ложности которых невозможна.

## Высказывание и суждение
Одно и то же суждение может быть выражено в разных языках и в разных знаковых формах в пределах одного языка. Когда суждение рассматривается в связи с какой-то конкретной формой его языкового выражения, оно называется высказыванием. Термин «суждение» употребляют, когда отвлекаются от того, какова именно его знаковая форма.
В современной математической логике ещё не установилось однозначное определение понятия “высказывание”, что позволяют некоторые логики иногда заменяя его термином “суждение”[что?]. Здесь высказывание нельзя отождествлять с суждением, которое, также обладает свойством выражать либо истину, либо ложь. Однако, в отличие от высказывания, которое в первом разделе математической логики – исчислении высказываний, рассматривается как нерасчленённое целое, суждение является абсолютным единством субъекта и объекта, которые связаны между собой по смыслу. Помимо истинностного значения суждение несёт в себе некоторое содержание, которое может быть выражено в утверждении или отрицании чего-либо относительно предметов и явлений, их свойств, связей и отношений.  Различаются высказывания и суждения также символической записью их формул. Простое высказывание всегда обозначается простым знаком А или В и др. Простое категорическое суждение имеет  выражение вида: «S есть (не есть) P». 
Различаются и формулы сложных высказываний и сложных суждений. Так импликативное высказывание, в котором два простых высказывания, связанные союзом «если…, то…», выражаются в логике высказываний формулой «А {\displaystyle \rightarrow }B» и читается как «А влечёт (имплицирует) В», соответствующее же этому высказыванию условное суждение, в котором отображается объективная зависимость того или иного явления от каких – либо условий будет выражаться такой формулой: «Если S есть P, то S1 есть P1» (например, «Если сахар бросить в воду, то он растворится»).

## Виды высказываний
Логические высказывания принято подразделять на составные (или сложные) и элементарные. Составные логические высказывания — высказывания, содержащие логические постоянные. Составные высказывания строятся на основе других высказываний. Логическое значение сложного высказывания определяется логическим значением входящих в его состав высказываний и теми логическими постоянными, с помощью которых оно построено.
Элементарные логические высказывания — это высказывания, не относящиеся к составным. Примером элементарного высказывания может служить {\displaystyle 5<7}. Примером составного логического высказывания может служить если {\displaystyle 5<7}, то {\displaystyle 5} — чётное число.

## Логические постоянные
Логическая постоянная (логическая константа, логическая операция) — название термина, сохраняющего одно и то же значение во всех высказываниях и не зависящего от конкретного содержания высказывания. Логические постоянные используются для соединения простых высказываний в сложные. Логические постоянные делятся на кванторы и логические союзы (связки). Слова: не; неверно, что; и; или; если…, то; тогда и только тогда, когда; либо…, либо; несовместно; ни…, ни; не…, но; но и их ближайшие синонимы являются логическими связками, слова для всех…имеет место, что; для некоторых…имеет место, что и их ближайшие синонимы являются кванторами. Логические постоянные служат как для выражения мыслей в повседневных рассуждениях, так и в научных доказательствах.
В математической логике логические постоянные обозначаются следующими символами:
- {\displaystyle \forall } — логические постоянные все, для всех…имеет место, что (квантор общности);
- {\displaystyle \exists } — логические постоянные существует такой, что…, для некоторых…имеет место, что (квантор существования);
- {\displaystyle \land }, {\displaystyle \And } — союз и (конъюнкция);
- {\displaystyle \vee } — союз или, когда он выступает в соединительно-разделительном значении (дизъюнкция);
- {\displaystyle {\dot {\vee }}}, {\displaystyle \vee \vee } — союз или, когда он выступает в строго-разделительном исключающем значении (строгая дизъюнкция);
- {\displaystyle \rightarrow }, {\displaystyle \supset } — союз если…, то (импликация);
- {\displaystyle \neg } — слова не, неверно (отрицание).

Логические союзы являются частью языка логики высказываний, кванторы были дополнительно введены в язык логики предикатов, который является расширением языка логики высказываний.

## Логическое подлежащее и логическое сказуемое
Логическое подлежащее — то, о чём говорится в предложении (высказывании), то, к чему относятся содержащиеся в предложениях утверждения или отрицания. Логическое сказуемое — содержащаяся в предложении (высказывании) информация о логическом подлежащем.
Роль логических подлежащих играют простые и сложные имена, роль логических сказуемых — предикаторы (или предикаты). К последним относятся свойства и отношения. Предикаторы выполняют роль предметно-истинностного отображения, давая предметам определённого класса оценку «истина» или «ложь». При этом свойства являются одноместными предикаторами, характеризуя один отдельный предмет, а отношения — многоместными, характеризуя пару, тройку и т. д. предметов. Само высказывание в случае с многоместным предикатором содержит несколько логических подлежащих.

## Формы высказываний
В логике предикатов высказывательной формой (формой высказывания, предикатом) называется неполное логическое высказывание, в котором один из объектов заменён предметной переменной. При подстановке вместо такой переменной какого-либо значения высказывательная форма превращается в высказывание. В качестве предметных переменных в естественном языке выступают общие имена, представляющие классы предметов и заменяемые в формализованных языках специальными символами. Форма сходна с высказыванием, однако она не истинна и не ложна (неопределенно-истинна), поскольку неизвестно, к чему относится утверждение или отрицание.
Форма высказывания требует дополнения, относится ли утверждение или отрицание в суждении ко всем или не ко всем предметам того класса, который представляет данное общее имя. Функцию таких указателей выполняют явно выраженные или подразумеваемые кванторы. Нельзя оценивать как истинное или ложное такую высказывательную форму, как Человек — справедлив. Приведённая фраза аналогична выражению y — справедлив. Из указанной формы можно получить высказывание, заменив общее имя единичным: Иванов — справедлив, или введя кванторы: Некоторые люди справедливы. Высказывания, использующие кванторы, выражают множественные — общие и частные — суждения.